# توم سوليفان
توم سوليفان (بالإنجليزية: Tom Sullivan) (و. 1947 – م) هو متحدث تحفيزي، وملحن، وممثل، وممثل تلفزيوني، من الولايات المتحدة الأمريكية، ولد في بوسطن.

## وصلات خارجية
- توم سوليفان على موقع IMDb (الإنجليزية)
- توم سوليفان على موقع ألو سيني (الفرنسية)
- توم سوليفان على موقع أول موفي (الإنجليزية)
- توم سوليفان على موقع قاعدة بيانات الأفلام السويدية (السويدية)
- توم سوليفان على موقع قاعدة بيانات الفيلم (الإنجليزية)
- توم سوليفان على موقع كينوبويسك (الروسية)